# Szalay Károly (író, 1859–1938)
Szalay Károly (Sárospatak, 1859. december 17. – Lajosmizse, 1938. június 23.) magyar tanár, író, műfordító.

## Élete
Holland,  német, francia, valamint angol egyetemeken is tanulmányokat folytatott. 1886 és 1921 között a Budapest városában található református gimnáziumban a latin-görög nyelv tanáraként munkálkodott. Ezután elvesztette állását, ugyanis a Horthy-korszakban haladó nézeteket vallott. Nagyon nagy része van Bod Péter művének, Historia Hungarorum Ecclesiastica címmel történt, leideni kiadásában (1888–1890), ugyanis ennek ő volt a felfedezője. Elég terjedelmes antológiát adott ki 1925-ben főként holland nyelvű költők fordításából.

## Művei
Főbb művei a következők:
- Csanád (történelmi színmű, Budapest, 1896)
- Komoly tréfa (elbeszélés, Budapest, 1900)
- A magam útján (versek, Budapest, 1901)
- Tanügyi reformeszmék (Budapest, 1904)
- Őszi verőfény (versek, Sárospatak, 1912)
- Adalékok a középiskolai oktatás reformjának kérdéséhez (Budapest, 1913)
- Comenius (páholy) 1914-ben (Budapest, 1914)
- Éltető halál (regény, Budapest, 1923)